# Gmina Sundsøre
Gmina Sundsøre (duń. Sundsøre Kommune) – w latach 1970–2006 (włącznie) jedna z gmin w Danii w ówczesnym okręgu Vibirg Amt. 
Siedzibą władz gminy była miejscowość Breum, Roslev. 
Gmina Sundsøre została utworzona 1 kwietnia 1970 na mocy reformy podziału administracyjnego Danii. Po kolejnej reformie w 2007 r. weszła w skład nowej gminy Skive.

## Dane liczbowe
- Liczba ludności: (♀ 3313 + ♂ 3151) = 6464
  - wiek 0-6: 8,3%
  - wiek 7-16: 15,0%
  - wiek 17-66: 61,1%
  - wiek 67+: 15,6%
- zagęszczenie ludności: 37,8 osób/km²
- bezrobocie: 4,4% osób w wieku 17-66 lat
- cudzoziemcy z UE, Skandynawii i USA: 99 na 10 000 osób
- cudzoziemcy z krajów Trzeciego Świata: 135 na 10 000 osób
- liczba szkół podstawowych: 4 (liczba klas: 47)